# Cyphomyia xanthobasis
Cyphomyia xanthobasis är en tvåvingeart som beskrevs av James 1940. Cyphomyia xanthobasis ingår i släktet Cyphomyia och familjen vapenflugor. Inga underarter finns listade i Catalogue of Life.